# Mischocyttarus stenoecus
Mischocyttarus stenoecus är en getingart som beskrevs av Richards 1978. Mischocyttarus stenoecus ingår i släktet Mischocyttarus och familjen getingar. Inga underarter finns listade i Catalogue of Life.